# 格尔木水库
格尔木水库是中国青海省海西蒙古族藏族自治州格尔木市境内的一座水库，位于格尔木河上，建于1979年。水库正常库容为690万立方米，集雨面积为1600平方千米，海拔为3115米。